# 鳥取市立千代南中学校
鳥取市立千代南中学校（とっとりしりつ せんだいみなみちゅうがっこう）は、鳥取県鳥取市用瀬町にある公立中学校。

## 概要
2013年、鳥取市立用瀬中学校と鳥取市立佐治中学校を統合し開校した。プレハブ仮校舎での開校となったが、2014年1月27日、旧用瀬中学校の跡地に新校舎が完成し、移転した。

## 沿革
- 2013年（平成25年）4月8日 - 開校式挙行。[2]
- 2014年（平成26年）1月27日 - 新校舎竣工により移転。

## 校区
- 校区は、用瀬小学校、佐治小学校の通学区域となっている。

## 部活動

### 運動部
- 軟式野球部
- バスケットボール部
- バレーボール部
- ソフトテニス部

### 文化部
- 吹奏楽部
- 美術部